# Requesens
Requesens es un despoblado español del municipio de La Junquera, perteneciente a la provincia de Gerona, en la comunidad autónoma de Cataluña.

## Toponimia
El lugar puede encontrarse referido como Requesens, Montañas de Recasens y Montaña de Recasens.

## Historia
El lugar tuvo ayuntamiento propio. El municipio de Montañas de Recasens desapareció de cara al censo de 1857, al incorporarse al de La Junquera. Hacia mediados del siglo XIX, el lugar tenía contabilizada una población de 64 habitantes. Aparece descrito en el undécimo volumen del Diccionario geográfico-estadístico-histórico de España y sus posesiones de Ultramar de Pascual Madoz con las siguientes palabras:

MONTAÑA DE RECASENS: ald. en la prov. y dióc. de Gerona (11 1/2 hor.), part. jud. de Figueras (5), aud. terr., c. g. de Barcelona, ayunt. de la Junquera (2). sit. en la montaña de su nombre, y compuesta de 10 casas, y un santuario dedicadó á Ntra. Sra. de la Misericordia, vulgarmente nombrada de Recasens; está servido por 1 capellan dotado por el Excmo. Señor Conde de Perelada, á cuya propiedad pertenece el santuario, la pobl., y su territorio; esta capilla es de mucha nombradía, y á ella viene todos los años una procesion, que sale de Figueras (V. el art. de esta v.) y sus vecinos en romería. El terreno está poblado de bosques de robles, alcornoques y encinas; abunda en manantiales de buenas aguas, de las que se forman dos arroyos, que desaguan en el Orlina, y no carece de aguas minerales. prod.: mucha madera, y leña para el combustible y carboneo, y cria ganado vacuno, cabrío, lanar y de cerda. pobl.: 10 vec., 64 alm. cap. prod.: 266,000. imp. 6,650.
(Madoz, 1848, p. 523)

En 2023, la entidad singular de población de Requesens tenía empadronados 0 habitantes.